# Köisi soo
Köisi soo är en mosse i Estland. Den ligger i landskapet Järvamaa, 80 km sydost om huvudstaden Tallinn.